# Artigues (Altos Pirenéus)
Artigues é uma comuna francesa na região administrativa de Occitânia, no departamento dos Altos Pirenéus. Estende-se por uma área de 1,46 km², Em 2010 a comuna tinha 16 habitantes (densidade: 11 hab./km²)..